# Bohušice
Bohušice település Csehországban, a Třebíči járásban. Bohušice Vícenice, Dolní Lažany, Jaroměřice nad Rokytnou, Blatnice és Lukov településekkel határos. Lakosainak száma 128 fő (2024. január 1.).

## Népesség
A település lakosságának változását az alábbi diagram mutatja:
| Lakosok száma | 246  | 288  | 292  | 222  | 153  | 120  | 142  | 136  | 136  | 128  |
|               | 1869 | 1890 | 1921 | 1950 | 1980 | 2001 | 2017 | 2019 | 2022 | 2024 |